# Velika loža Senegala
Velika loža Senegala je prostozidarska velika loža v Senegalu, ki je bila ustanovljena leta 1993.
Združuje 27 lož, ki imajo skupaj 500 članov.